# Fjelldal
Fjelldal (eller Nedre Fjelldal) är en tidigare tätort i Tjeldsunds kommun i Troms fylke i norra Norge. Orten ligger vid fylkesväg 7550 och fylkesväg 8240, på den östra sidan av Tjeldsundet.
Sedan 2013 räknas orten inte längre som en tätort.